# Középkori zsidó irodalom
Középkori zsidó irodalomnak nevezik az európai középkorral részben párhuzamosan meghatározható zsidó irodalom fejlődési szakaszát. Kezdetét a Talmud lezárása (→Ókori zsidó irodalom), végét Joszéf Káró Sulchán Áruchjának 1563-as megjelenése jelzi (→Újkori zsidó irodalom). A korszak tudósai, rabbijai gyakran a nevükből képzett mozaikszóval vannak jelölve, olykor latin névvel is rendelkeznek. Ezek zárójelben vannak feltüntetve (bővebben: zsidó abbreviaturák).

## A gaonok kora (Geonim,589–1038)

### A babilóniai gaonok
Miután a Talmudot a 6. században lezárták, továbbra is a babiloniai főiskolák (Szurában és Pumbaditában) maradtak a zsidó szellemi élet központjai. Az iskolák élén álltak az úgynevezett gaonok, akik gyakran maguk is irodalmi műveket alkottak. Így Szaadja gaon (882–942), arab nyelvre fordította a Héber Bibliát, és Emunót-vedéót ('Hit és bölcselkedés') címmel vallásfilozófia munkát írt. Serira gaon (906–1006) híres körlevele a korszak történetének fő forrása. A gáonok a VIII–XI. század között a zsidóság elismert tekintélyei voltak, tanácsukat messzi vidékekről jöttek keresték, vallási vagy tudományos kérdésekben való döntéseik több gyűjteményben fennmaradtak.
A gaonok korában virágzott az úgynevezett midrás-irodalom. A Midrás rabboth című gyüjtemény a talmudkori tekintélyek megjegyzéseit tartalmazza, elsősorban a Mózesi könyvekhez. Ismeretes még Tankhumá, a Lekach-tób nagyobb, és számos apróbb midrás-gyüjtemény. Ugyancsak a gaonok idejére esik a sziddur egyes imarészeibe, az ünnepekre és bizonyos alkalmakra költői énekrészek (piutim) beiktatása. Korábbi híres szerzőik (a pájtánok) többek közt Eleázár ben Kálir (Káliri, ~570–~640) és Jósze ben Jósze (6. század) voltak.
Már a középkorra tehető a karaita zsidó felekezet megalakulása (8. század), akik szakítva az ortodox judaizmussal, a hagyományt mellőzve a Biblia szó szerinti értelmét ismerték el vallásos életük egyedüli zsinórmértékének. A karaita Bibliamagyarázatok tisztán grammatikai és értelmi módszerrel igyekeztek megközelíteni a szent könyveket, heves vitákat kiváltva az ortodox zsidósággal.

### A Mediterrán-térség10. századiírói
A karaita hitszakadás ideje alatt az iszlám is nagymértékben elterjedt a Közel-Keleten, és lehetőséget teremtett a zsidó szellem kibontakozásának. A zsidóság az iszlám nyomán Babilóniából és Irakból kiindúlva Észak-Afrikában (Egyiptomban, Kürénében, Marokkóban), majd Hispánia arabok lakta területein elterjedt. Később Dél-Franciaországban, majd Itáliában, és a Német-római Birodalomban is nagyobb számban megjelent. Kürenében fejedelmi orvosként működött élő Izsák Iszraeli ben Solomon (832–932), akinek arab nyelven megírt munkái közül hét orvosi könyvét a reneszánsz idején Franciaországban latinra fordítottak. Az ugyancsak kürénéi Khánáel ben Kusiel a Mózesi könyvekhez és a Talmud egyes részeihez írt később gyakran idézett, nagy tekintélyű magyarázatokat. Dunas ben Támim (Abuzánál, ~890–~956), Iszraeli ben Solomon tanítványa orvostani, csillagászati és matematikai műveket hagyott hátra. Fennmaradt egy héber nyelvtana és magyarázata is. Jakob ben Nisszim (szintén Kürénében, 10. század) Mafteákh néven alkotott Talmud-magyarázatot. Megilát-szetárim című írása a rituálé és a magánjog részleteit fejtette ki, de emellett állítólag szerzője volt egy csodatörténeteket tartalmazó gyüjteménynek is. A marokkói Juda ibn Kurais rabbi (900 körül) a héber nyelvtudományt művelte, bevezetve az arab és káldeus nyelvekkel való összehasonlítást.
Az arab hódítás után Hispániában is felélénkült a zsidó irodalom. Hászdái ibn Sáprut (915–970) III. Abd ar-Rahmán córdobai kalifa (†961) és fia, II. al-Hakam (†976) személyi orvosa és bizalmas tanácsadója volt Córdobában 940-től 970-ig. Mint a tudomány és a költészet lelkes pártolója él a zsidó emlékezetben. Ő maga is egy görög szerzetes segítségével arab nyelvre fordította Pedaniosz Dioszkoridész orvostani művét, és ugyancsak az ő nevéhez kötehető a kazárok királyához intézett híres levél, amelyben a kazárok zsidó vallásra való téréséről tudakozódik. Sáprut hívta Córdobába Menáhem ben Szarukot (~920–~970), aki megírta az első héber nyelvű szótárt Makhberet címen. Sáprut másik meghívottja, Dunas ben Labrat (~920–~990) az arab metrikát alkalmazta a héber nyelvre. A ben Labrat és ben Szaruk között keletkezett és tanítványaik által is folytatott tudományos viták jelentős mértékben hozzájárultak a héber nyelvtudomány fejlődéséhez. József ibn Abitur (~900–~970) zsinagógai költeményeket írt, de II. al-Hakam kalifa számára arab nyelvre fordította a Misnát is. A héber grammatika igazi megalapítója, Júda ben Dávid Hajjudzs (~945–1012) felfedezezte, hogy minden héber szógyökér három mássalhangzóból áll. Mértékadó nyelvtani tanulmányai, és arab nyelvű szótára tartották fenn Jóna ibn Dzsanah (Abú al-Walíd Marwán, ~995–~1050) nevét.
A korszak itáliai írói Sabbatáj Donnolo (műk. ~930) orvos, botanikus és csillagász, és Mesullám ben Kalonümosz (10. század) luccai talmudtudós és templomi énekköltő.

## Az „első rabbik” (Risonim) kora (1038–1563)

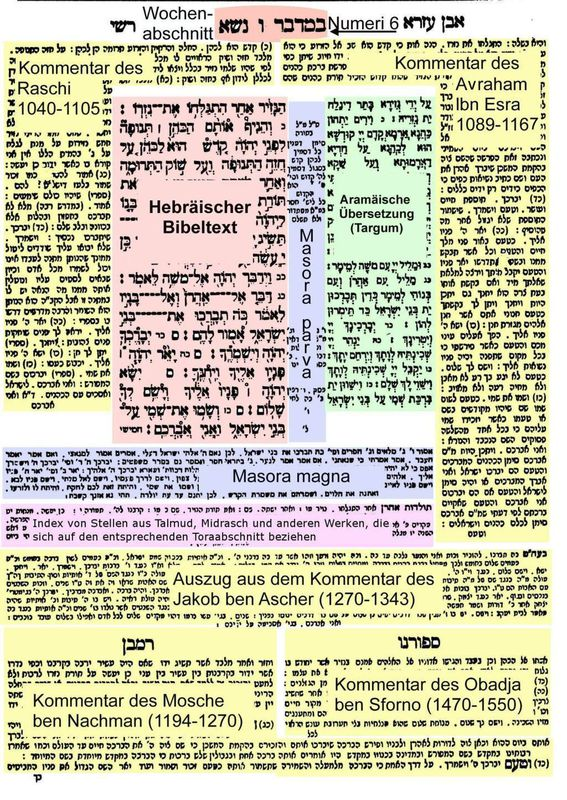
Egy tipikus héber Bibliaoldal: középen a főszöveg és az arám targumok; körülötte a középkori nagy zsidó bibliatudósok (Rási [1040–1105], Ábrahám ibn Ezra [1089–1167], Nahmanidész [1194–1270], Jákob ben Áser [1269–1343], Obadja ben Szforno [1470–1550]) kommentárjai

### 11. századiírók
A granadai udvarban működött Sámuel ibn Nagrilla (Sámuel Hannágid, 993–1056?) aki héber költeményeket szerzett a bibliai Zsoltárok, Példabeszédek és A prédikátor könyve mintájára Ben Tehillim, Ben Misle és Ben Kohelet címek alatt. Ibn Nagrillától származik a Talmúd-kiadásokban található módszeres Bevezetés (ennek első része, a történeti bevezetés elveszett.) Salamon ibn Gavirol (Avicebron, 1021–1057) a platonikus filozófiát vitte verseibe, és több világi éneket is szerzett. Arabul írt filozófiai munkája a Mekor Chájim ('Az élet forrása') elveszett és csak latin fordítása (Fons vitae) maradt fenn. Ibn Gavirol rövid erkölcs- és illemtani tételeket tartalmazó könyvet is írt Mibkhár há-peninim néven.
Bahja ibn Pakuda zaragozai rabbi (1049/1050–~1120) arab nyelven írt egy erkölcs-filozófiai művet. Héber fordítása, Chóbot halebábót ('Szívbeli kötelességek') a legnépszerűbb zsidó erkölcsnemesítő olvasmánnyá vált a későbbi korokban. Héber nyelvészettel foglalkozott Mózes ibn Dzsikatilla (?–~1080) és Júda ibn Balaam (~1000–~1070). Granadában működött Izsák ben Báruk Albália (1035–1094), a sevillai király udvari csillagászaként és birodalmának főrabbijaként; ő a Talmudhoz írt könyveket. Izsák ibn Gijját (1038–1089) az akkoriban virágzó Lucena rabbijaként zsinagógai költeményeket és egy Háláchot ('Vallásos szabványok') című munkát hagyott hátra. Izsák ben Rúben Albargeloni (1043–1130) Barcelonában mint fordító és Talmud-magyarázó jeleskedett. Izsák ben Mózes ibn Sakni (11. század), aki a babilóniai pumbaditai főiskola gaonjaként fejezte be életét, írásaival ugyancsak tekintélyesnek számított.
Az előzőeknél jelentősebb a Fezből származó Izsák ben Jakab Alfázi (Rif, 1013–1103), aki Halachot címen alkotott nagy hatású talmudi kézikönyvet. Itáliában a római Náthán ben Jekhiél (~1035–1106) Áruch címen komoly talmudi lexikont állított össze.
Franciaországban és a Német-római Birodalomban a zsidó irodalom leginkább a szentírás- talmudmagyarázatot ölelte fel. Az egyik nagyobb tekintély itt Gerson ben Júda (~960–1040) volt, aki előbb Metzben, később Mainzban élt. Gerson a Talmudhoz kommentárt írt, de fennmaradtak zsinagógai énekei (szelikhot) és döntvényei. A wormsi rabbigyűlésen elfogadott rendszabályaival (tekánot) az egész európai zsidóság által elfogadott üdvös újításokat hozott be (így például végleg eltiltotta a többnejűséget; a nőnek beleegyezése nélküli elválasztását; a mások levelének felbontását stb.). Testvére, Máchir ben Júda talmudi szótárt állított össze. Gerson halála évében született Troyesban a középkori zsidó teológiatudomány egyik kiemelkedő alakja, Salamon ben Jicchák (Rási, 1040–1105). Talmudmagyarázata olyan népszerű lett, hogy a középkori iskolai tanításban rendesen írásából indultak ki, és a több mint kétszáz éven át folytatott értelmezését és kiegészítését a "toszafót"-ban (toldalék) gyűjtötték össze. Kortársai közül Eliezer ben Isaac ha-Gadol (~990–1060) haggadai és a bibliamagyarázati, Simon Kárá és fia, József Kárá (~1050–~1130), Menahém ben Chelbo, Dávid ben Mesullám, Kalonümosz ben Júda, Sámuel ben Júda és a Bonni Efraim zsinagógai költőkként (pájtánok) alkottak, és koruk történelmi eseményeit, így például a keresztes hadjáratok zsidóüldözéseit is ecsetelik. Szentírásmagyarázattal foglalkozott a század végén élt Tóbiás ben Eliézer.

### 12. századiírók

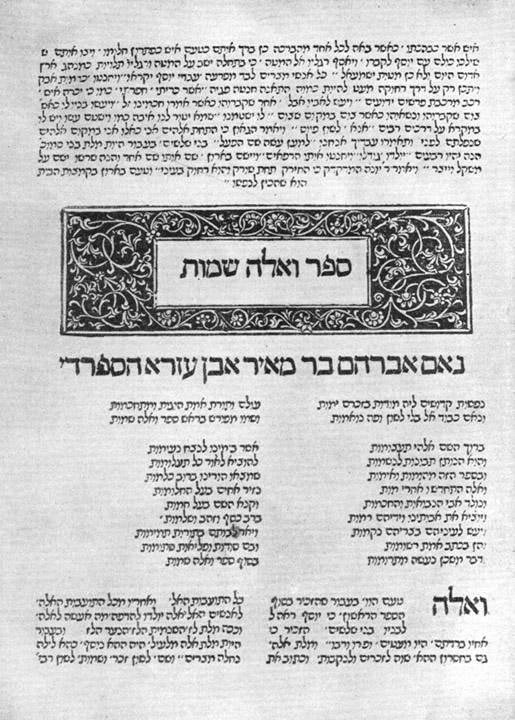
Mózes második könyve Ábrahám ibn Ezra (†1167) kommentárjaival (1488)

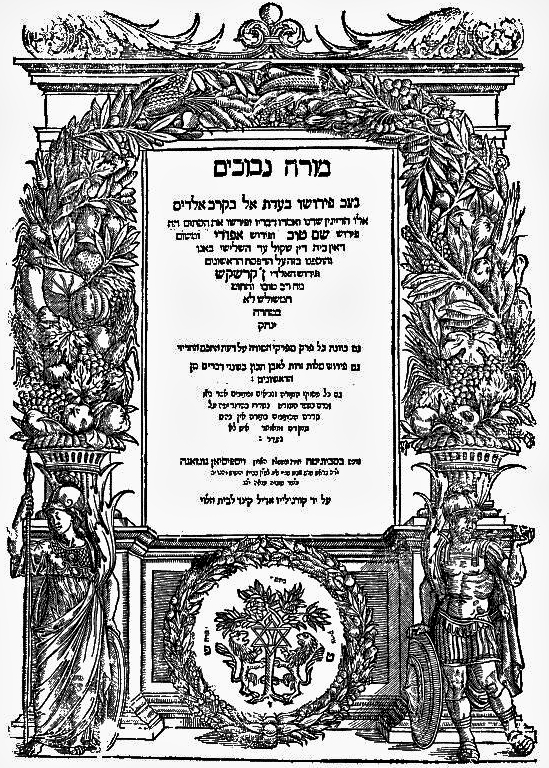
Maimonidész (†1204) Tévelygők útmutatójának egy nyomtatott kiadása

Ibn Gavirol költészetét utánozta a vándoréletet élő Mózes ibn Ezra (Ha-Szallah, ~1055–1138). Arugasz há-bószem című gyűjteményében vallásfilozófiai, Tarsis című könyvében világi költeményeit adta közre. Ezeken kívül még több mint 200 zsinagógai költeményt is írt, amelyek részben a zsidó liturgiába is bekerültek később. Júda Halévi (1075–1141) az egyik legnagyobb zsidó költőként ismeretes. Ábrahám ibn Ezra (Abenezra, Raba, 1089–1167) filozófusként, nyelvészként, bibliamagyarázóként és matematikusként egyaránt jelentős. A Szentíráshoz írt kommentárai nyelvtani tekintetben a korabeli spanyol nyelvészek elméleteit tükrözték. Jellemzőek munkáira a rejtvényszerű megjegyzések, amelyek merész kritikai megjegyzéseinek leplezésére szolgálnak.
A hispániai írók a történettudomány és földrajz területén is jeleskedtek. Ábrahám ibn Daud (Rábed, ~1110–1180) az Emuna ráma ('Magasztos hit') című híres vallásfilozófiai alkotása mellett a Szefer ha-Kábbálában ('A hagyomány sorrendje') a héber hagyomány, illetve a teológia történetét írja meg a maga koráig. Tudelai Benjámin (~1130–1173) utazásai révén a 12. századi zsidó világ tárul ki az olvasók szemei előtt. Az egyébként orvosként működő Mózes ben Maimún (Maimonidész, 1138–1204) a középkor egyik legnagyobb zsidó tudósa, aki mint zsidó talmúdtudós (Misné Tóra és Széfer ha-micvot), és mint zsidó filozófus (Dalalat al-Hairi) egyaránt híres. Művei csakhamar elterjedtek az egész zsidóságban, és rendkívüli tekintélyt biztosítottak számára, bár halála után sokan támadták filozófiai nézeteiért. Maimonidész kortársaként írt Jonatán ben Dávid ha-Kohén (~1135–~1210), Zerakia ha-Lévi (1125–~1186) Máor című talmúdi munkát szerzette. A kortárs Tibbon-család tagjai (Júda ibn Tibbon, Sámuel ibn Tibbon, Mózes ibn Tibbon) arab nyelven írt zsidó műveket fordítottak héber nyelvre. Ábrahám ben Náthán (~1155–1215) könyve, a Manhig zsidó a rítusokat foglalja össze, Izsák ben Abba Mári (1122–1193) Itturja talmudjogi kérdésekkel foglalkozik.
Bibliamagyarázattal foglalkozott a Kimhi-család: Jószéf ben Izsák Kimhi (Rikam, 1105–1170) Hispániából vándorolt Provencebe, és ott bibliamagyarázati, fordítói és zsinagógai költői tevékenységet folytatott. Fia, Mózes ben József Kimhi (Remak, ~1127–~1190) ugyancsak a bibliamagyarázat, illetve a nyelvtudomány területén jeleskedett. Jóval fiatalabb fivére, Dávid ben József Kimhi (Redák, ~1160–~1232) is írt szentírási kommentárokat, melyeket később keresztény teológusok is használtak. Michlol címmel héber grammatikája jelent meg, héber szótára a Sorásim ('Gyökök').
Itáliában a salernoi Salamon ibn Parchon (?–1160), bibliai szótáriró és nyelvész munkássága jelentős. Franciaországban és a Német-római Birodalomban a Rásit követő kommentátorok, az úgynevezett toszafisták jeleskedtek az érett középkorban. Közöttük szerepelnek Rási vejei: Júda ben Náthán (Riban, 12. század) és Meir ben Sámuel (Ram, ~1060–1135); illetve azok fiai: Sámuel ben Meir (Rasbam, ~1085–1158, a Tórához írt kommentárt), és Jákób ben Meir (Rabbenu Tám, 1100–1171). Egyéb toszafisták: a mainzi Eliezer ben Náthán (Ráven, 1090–1170); a francia Izsák ben Sámuel (Ri, ~1115–1184), a prágai Izsák Hálábán (12. század), a metzi Eliézer ben Sámuel (~1115–1198), a Sens-i Sámson ben Ábrahám (~1150–~1230), és a több német városban működő Eliézer ben Jóel Hálévi (Rávia, ~1140–1225). Szentírásmagyarázattal foglalkozott József ben Izsák Bekhor Sór (12. század) és Ezékiás ben Mánóah (~1250–~1310). Júda ben Sámuel há-Chászid (~1150–1217) gyakran misztikus erkölcstani előadásait halála után tanítványai állították össze a Jámborok könyvében (Széfer Khaszidim).

### 13. századiírók

Héber kézirat a 13. századból

Ábraham ben Sámuel ibn Haszdai (~1230–1276) Ben hámelek ve-hánázir címen írt költeményt. Szentírás- és talmudmagyarázat mellett orvostudománnyal, filozófiával és költészettel foglalkozott Mózes ben Nahman (Ramban, Nahmanidész, 1194–1270). A mózesi könyvekhez írt magyarázatában számos kabbalisztikai elemet alkalmazott. Milkhámot Adonáj ('Isten harcai') c. polemikus munkájában Alfázit védi Zerachja Halévi támadásai ellenében. Királyi meghagyásra egy nagyszabású nyilvános hitvitában is részt vett, amelyben a zsidó vallást négy napon át védelmezte Pabló Christiani dominikánus támadásai ellen Barcellonában 1263-ban. Nahmanidész követője, Salamon ben Aderet (Rásbá, 1235–1310) rituális könyvet írt Tórát há-bájit címen, illetve több Talmúdhoz írt halakhai és haggadai értekezés szerzője. A minden oldalról hozzá intézett vallásos kérdésekre kibocsájtott döntései közül mintegy 6000 maradt fenn napjainkra.
A provencei Jákob Anatoli (1194–1256) Malmád hátálmidim címen írt könyvet, Jákob ben Máhir (Prophatius, 1236–1304) orvosi és filozófiai munkákat adott ki. Biblia- és talmudmagyarázattal foglalkozott Menahém Meiri (1249–1306). Jeles író Lévi ben Ábrahám (1240/1250–~1315), Sém-tóv ibn Falaquera (1225–1295), valamint Áser ben Jehiél (Rós, 1250/1259–1327) toledói rabbi, aki Áséri címmel talmudi kompendiumot írt. Jedaja Penini (13. század) Bechinat Ólámja ('A világ megvizsgálása') erkölcstani könyv.
Az itáliai Farragut (?–1297) zsidó orvos arab munkákat fordított latinra Anjou Károly számára. Franciaországban és a Német-római Birodalomban toszafista volt Councy-i Mózes ben Jákób (műk. ~1230/1240), a Széfer Micvot gádol szerzője, a rothenburgi Meir ben Báruk (~1220–1293) döntvényei révén, tanítványa, Mordekáj ben Hillélt (~1250–1298) pedig talmudi kompendiumával vált híressé. Egyéb neves írók és rabbik: a bécsi Avigdor Kóhen ben Illés (13. század); az ugyancsak bécsi Izsák ben Mózes (~1180–~1260, fő műve az Or-Zerúa) és fia Hájim Eliézer ben Izsák (?–1288<). A korszak jelentős költője Júda Alcharizi (1165–1225).

### 14. századiírók
Istori Haparhi (1282–1357) Káftor vaferákhja ('Bimbó és rügy') Palesztináról szól, Áron ben Jákob ha-Kóhen (műk. ~1310/1320) Orhót Chajimja ('Az élet ösvényei') rituális könyv, kivonata is ismert Kól-bó ('Mindent felölelő') címmel. Izsák Aboáb (műk. ~1300) Menórat hamáóra ('A világító lámpa') haggada-gyűjtemény, egyben erkölcstani olvasmány. Jákob ben Áser (1269–1343) a mózesi könyvekhez írt kommentárt, majd a talmudi törvényeket rendszerezte Árbá Turim (olykor csak Tur, 'Négy sor') című írásában. A Tur a következő 4 részből áll: Órach Chájim ('Az élet útja') a rituális törvényeket, a Jóré Deá ('Ismeretre tanítás') az étkezési törvényeket, az Eben-Haézer ('A segítség köve') a házassági törvényeket, a Khósen hamispát ('Az ítélet mellvértje') pedig a jogszolgáltatási törvényeket tartalmazza. Beosztásai, elnevezései szokásossá váltak a későbbi zsidó kódex- és responzum-irodalomban is.
Lévi ben Gerson (Gersonidész, Rálbág, 1288–1344) Milkhámot Adonáj ('Az Úr harcai') című művében védte a tudományt, de ismeretes egy nagy terjedelmű bibliakommentárja is, és csillagászati értekezése. Utóbbit kortársa, VI. Kelemen pápa latin nyelvre fordíttatta. A sevillai Dávid Abudirham (műk. ~1350) Széfer Abudirhamja az imádságokat és rituálékat ismertette, a gironai Nisszim ben Reuven (Rán, 1320–1376) híres kommentárt írt Alfázi kompendiumához és a Talmud egyes traktátusaihoz. Tanítványa, Izsák ben Séset (Ribás, 1326–1408) zaragozai rabbi responzumairól ismeretes. Mózes ha-Kóhen de Tordesillas (műk. ~1370) az 1375-ös avilai disputációját tárgyalja Ézer Emuna ('Hittámogatás') című könyvében. Sém-Tób ben Sáprut (műk ~1370) a pamplonai vitát (melyben ellenfele volt Pedro de Luna bíboros, a későbbi XIII. Benedek ellenpápa) írja le Eben bóchán ('A vizsgáló kő') című apologiájában. A zsidó vallás rendszeres összefoglalását segítette Menáhem ben Áron ibn Zeráh (1312–1385) Cédá láderech ('Útravaló') című kompendiuma, és Hászdái ben Júda Kreszkasz (1340–1411) Ór Adonáj ('Isten világossága') című vallástani könyve, amely később Spinozára is hatást gyakorolt.
Mivel a politikai légkör nem mutatkozott mindig a legkedvezőbbnek a zsidók számára, fellendült a zsidó miszticizmus, azaz a kabbalisztikus irodalom. A zsidó misztika már Bahja ben Áser (1255–1340) bibliaexegézisében megmutatkozik, illetve a talmudtudós Todrosz ben József ha-Lévi Abuláfia (~1225–1285) Ozár há-Kábod ('A dicsőség kincse') c. írásában. Izsák ibn Latif (~1210–1282), Ábrahám ben Sámuel Abuláfia (1240–1291), és József ben Ábrahám Dzsikatilja (1248–~1325) és Mózes de León (~1250–1305) számos kisebb misztikai írást szereztek. Utóbbiban sejtik a Jonatán ben Zakájnak (30–90) tulajdonított kabbalisztikus alkotás, a Zóhár ('Fény') valódi szerzőjét.
Az itáliai Kalonümosz ben Kalonümosz (1286–1328) Anjou Róbert számára írt filozófia, orvosi könyveket. Immánuel ben Salamon (Manoello, 1261–1328) Dante barátja volt. Fő műve a Mekhaberot cím alatt fennmaradt héber makámák gyűjteménye. A könyv utolsó része, a Pokol és Éden, Dante Isteni színjátékának utánzata.

### 15. századiírók

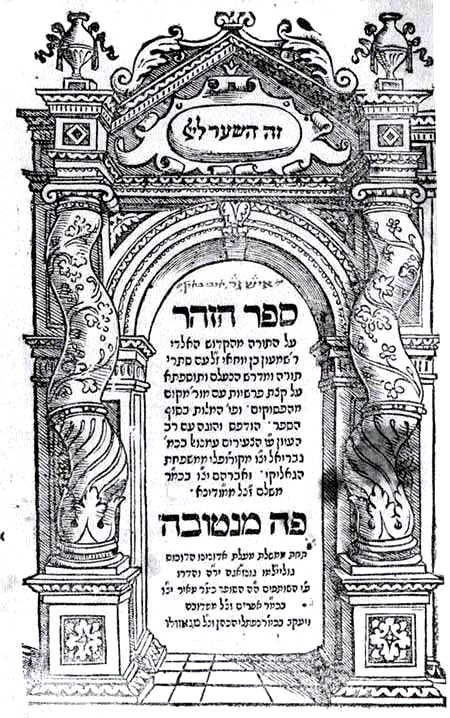
A Zóhár első nyomtatott kiadása (Mantova, 1558)

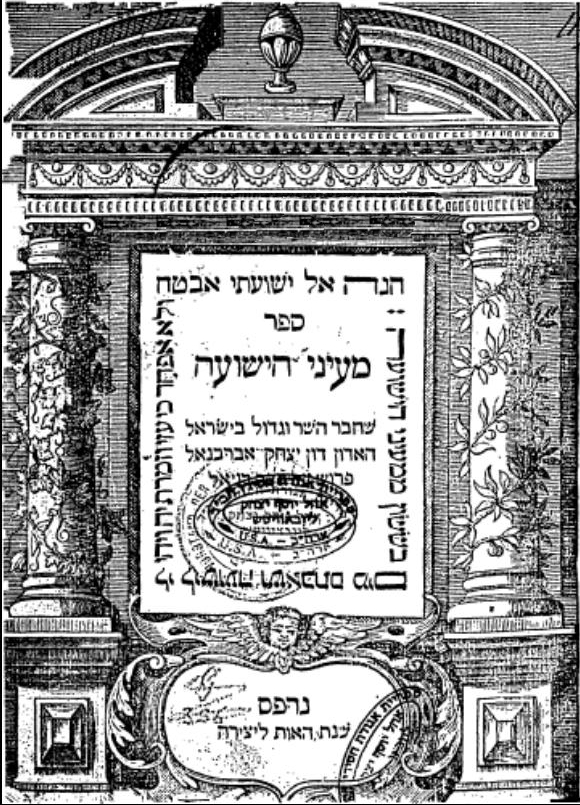
Izsák Abrabánel (†1508) művei 1647-es kiadásának címlapja

Észak-Afrikában ebben az időben a Durán-család fejtett ki hitvédelmi irodalmi tevékenységet. Simon ben Cemáh Durán (Rasbac, 1361–1444) algériai rabbi responzumairól és a Mágén Ábot című vallásfilozófiai munkájáról, templomi énekeiről és a kereszténység, illetve az iszlám elleni hitvitáiról ismeretes. Fia, Salamon ben Simon Durán (Rasbas, ~1400–1467) a talmudtudományt művelte. Prófiat Durán (Efódi, ~1350–~1415) hitvitákat folytatott. Az 1413–1414-es tortosai disputáción a zsidóságot don Vidal Benveniste orvos és költő, Mátitjá Jichári, Todrósz ibn Jáchjá és József Albo (~1380–1444) védte. Utóbbi az írója az Ikkharim ('Alaptételek') című híres vallásfilozófiai munkának. Magyar vonatkozású volt a nagyszombati Ájzek rabbi (?–<1421), aki Minhágim ('Vallásos szokások') című művében egymás mellé állítja az Osztrák Hercegség, Stájerország és a Magyar Királyság zsidó vallási szokásait. A 15. század német zsidó tudósai többnyire responzumokat, rituáliákat, moralista munkákat írtak.
A korszak zsidó írója a híres Izsák Abrabánel (1437–1508) is, aki egy ideig V. Alfonz portugál király bizalmas embereként működött, majd a zsidók kiűzetése után Itáliába ment. Elsősorban bibliakommentárjáról nevezetes. Kortársai voltak Hispániában a vallásfilozófus Ábrahám Bibago (1446–1489), és Izsák ben Mózes Aráma (~1420–1494), az Akédat Jicchák című homiliaszerű Tórakommentár szerzője. Portugáliában a matematikus és csillagász Ábrahám Zacuto (1452–1515), a Juchászin című krónika szerzője, Ábrahám Sába (1440–1508), a Zeror hámor című írás szerzője, és a bibliakommentátor Tanhum ben József működött ebben az időben.
Itáliában Mózes ben Izsák de Rieti (1388–~1460) Dante-utánzó műve (Mikdás meát), Menáhem ben Benjámin Rekánáte (~1250–~1310) Zóhár tanulmányai, Jekhiel ben Jekutél (15. század) erkölcstani írása, Ábrahám Farisszol (1451–1527) földrajzi munkája (Iggeret Orchót Ólám), Juda ben Jechiel Leoni (~1425–1498) mantovai orvos héber grammatikája és bibliai retorikája (Nofet Cúfim) jelent meg a 15. században. József Kolon Trabotto (Máhárik, ~1420–1480) döntvényeket hagyott hátra; tanítványa, Obádja de Bertinoro (1455–1516) egy misnakommentárt írt. Az ő tanítványa, Jicchák Náthán héber konkordanciát szerkesztett, Jákob Landan pedig az Agur című talmudi kódexet írta meg. Júda ben Eliézer Minz (1405–1508) rabbi a padovai egyetemen tanított filozófiát, és fiával, Ábrahám ben Júda Minzzel (~1440–1530) együtt nagy tekintélynek örvendett talmudtudományi kérdésekben. Elia del Medigo (1458–1493) a Bekhinát há-dász ('A vallás megvizsgálása') című vallásfilozófiai művet szerezte, és mint Giovanni Pico della Mirandola barátja és tanítója, nyilvános filozófiai előadásokat tartott.
Kiemelendő, hogy a középkor végén, 1475-től kezdve Itáliában megjelentek a héber nyomdák, így többek közt Soncinóban, Casale Maggioreban, Bolognában, Bresciában, Ferrarában, Mantovában, Nápolyban, Bariban nyílt lehetőség héber nyelvű alkotások kinyomtatására. A korszakban több olasz zsidó orvos is ismeretes, így Elija de Sabbato és Mózes de Luboga mint VIII. Ince, Bonet de Lates mint VI. Sándor és X. Leó, Cárfáti Simon pedig mint II. Gyula pápák orvosai maradtak fenn az emlékezetben.
A középkori zsidó irodalmi hagyatékok nagy része még kiadatlanul hever a különféle nagy könyvtárakban.

## Középkori keleti tudósok latin neve
| Név                     | Élt            | Latinos név                  | Nemzetiség |
| ----------------------- | -------------- | ---------------------------- | ---------- |
| Dzsábir ibn Hajján      | 721 – 815      | Geber                        | arab       |
| Ibn Mászaveihi          | 777 – 857      | Johannes Mesua               | arab       |
| Abú Masar al-Balkhi     | 787 – 886      | Albumasar                    | arab       |
| Al-Kindi                | 801 – 873      | Alkindus                     | arab       |
| Al-Fargáni              | ~805 – 861<    | Alfraganus                   | arab       |
| Hunajn ibn Iszhák       | 808 – 873      | Johannitius                  | arab       |
| Ar-Rázi                 | 854 – 925      | Rhazes                       | arab       |
| Al-Battani              | 858 – 929      | Albategnius                  | arab       |
| Al-Farábi               | 872 – 951?     | Alpharabius, Abunaser        | arab       |
| Az-Zahráví              | 936 – 1013     | Albucasis, Alsaharavi        | arab       |
| Ibn al-Hajtham          | 965 – 1040     | Alhazen, Ptolemaeus Secundus | arab       |
| Ibn Szína               | 980 – 1037     | Avicenna                     | perzsa     |
| Salamon ibn Gavirol     | 1021 – 1057    | Avicebron                    | zsidó      |
| Salamon ben Jicchák     | 1040 – 1105    | Salomon Isaacides            | zsidó      |
| Al-Gazáli               | 1058 – 1111    | Algazel                      | perzsa     |
| Ábrahám ibn Ezra        | 1089 – 1167    | Abenezra                     | zsidó      |
| Ibn Báddzsa             | 1095 – 1138    | Avempace                     | arab       |
| Abu Bakr ibn Tufajl     | 1105 k. – 1185 | Abubacer                     | arab       |
| Ibn Rusd                | 1126 – 1198    | Averroes                     | arab       |
| Mose ben Maimon         | 1137? – 1204   | Maimonides                   | zsidó      |
| Ibn Szarfijun           | 12. század     | Johannes Serapion            | arab       |
| Núr ad-Dín al-Bitrúdzsi | ? – 1204       | Alpetragius                  | arab       |
| Mózes ben Nahman        | 1194 – 1270    | Nahmanides                   | zsidó      |
| Bar Hebraeus            | 1226 – 1286    | Abulpharagius                | szír       |
| Jákob ben Máhir         | 1236 – 1305    | Profatius Judaeus            | zsidó      |
| Lévi ben Gerson         | 1288 – 1344    | Gersonides                   | zsidó      |

## Bibliográfia
Forrás: Kecskeméti, i. m., reprint kiadás, I. kötet, XXXII–XLVII. o.

### Középkori zsidó irodalom magyar nyelven
- Ábrahám ibn Daud: A Magasztos hit, Logos Kiadó, 2004, ISBN 9638159170
- Frisch Ármin: Szemelvények a Biblia utáni zsidó irodalomból, Pallas Irodalmi és Nyomdai Rt., Budapest, 1906 (reprint kiadás: Auktor Könyvkiadó, Budapest, 1993, ISBN 963-7780-24-6, 413 p), 179–298., 305–319., 329–378. oldal
- Gábor Ignác: Manoello élete és költészete, Budapest, é. n., 39 p (reprint kiadás: Háttér Kiadó, Budapest, ISBN 963-8128-79-8)
- Gábor Ignác: Alharizi, egy középkori héber költő, Fekete Sas Kiadó, Budapest, 1997, ISBN 9638254300, 198 p
- Yehuda ha-Levi: Kuzári: érvek és bizonyítékok könyve a megvetett vallás védelmében (ford., jegyzetekkel és utószóval ell. Maróth Miklós), Avicenna Közel-Kelet Kutatások Intézete, Piliscsaba, 2004, ISBN 9638635932, 210 p.
- Héber költők antológiája – Kardos László műfordításai, Magyar Zsidók Pro Palesztina Szövetsége, Budapest, 1943, 151 p
- Kecskeméti Lipót: Zsidó költőkből –  Salamon ibn Gabiról, Juda Halévi, Juda Alcharizi, Athenaeum, Budapest, 1887, 230 p
- Maimonidész: A tévelygők útmutatója, Logos Kiadó, Budapest, 1997 (reprint kiadás az 1878–1890-es kiadásból)
- Makai Emil (ford.): Zsidó költők – műfordítások Salamon ibn Gabirol, Juda Halévi, Sámuel Hánágid, Mózes ibn Ezra, Ábrahám ibn Ezra, Chárizi, Manuello verseiből / XI.–XIV. század, Singer és Wolfner Kiadása, Budapest, 1895, 230 p
- Patai József: Héber költők I–V., műfordítások, Izraelita Magyar Irodalmi Társaság, Budapest, 1910–1912
(Új kiadás → Patai Józsefː Héber költők – A középső kapu (Nemzeti könyvtár sorozatː Magyar ritkaságok rovat, 49. mű, Köves Slomó EMIH vezető rabbi ajánlásával), Magyar Közlöny Lap- és Könyvkiadó, Budapest, 2015, ISBN 978-615-5269-73-8, 408 p)
- Scheiber Sándor: A feliratoktól a felvilágosodásig – Kétezer év zsidó irodalma (Zsidó irodalomtörténeti olvasmányok), Múlt és Jövő Lap- és Könyvkiadó, Budapest, 1997, ISBN 963 85697 4 3, 288 p
- Szabolcsi Miksa: Hitvita – Izsák ben Ábrahám Troki Chizuk Emunája nyomán, Brózsa Ottó Könyvnyomdája, Budapest, 1908, 95 p
- Szádja Gáon: Hittételek és vélemények könyve (arabból fordította Hegedűs Gyöngyi), Goldziher Intézet – L'Harmattan, 2005, ISBN 963-7343-34-2
- Szemelvények Rásinak a Tórához írt kommentárjából, I–XII. kötet, Egységes Magyarországi Izraelita Hitközség és a Chábád Lubavics Zsidó Nevelési és Oktatási Egyesület, Budapest, 2007
- Weisz Miksa: Zsidó etika – a XI–XVII. század zsidó irodalmából, Pesti Izr. Hitközség Kulturszociális ügyosztálya, Budapest, 1923, 133 p
- Zóhár – A Ragyogás könyve (ford. Réti Péter), Holnap Kiadó, Budapest, 1990, ISBN 963-345-026-8, 112 oldal
- Zohár – a Teremtés könyvéről, Atlantisz Könyvkiadó, 2014, ISBN 9789639777347, 980 p
- A zsidó tudományok – fejezetek a klasszikus forrásokból, I–V., A zsidó tudományok szabadegyeteme, Budapest, 2003

### Bővebb irodalom
- Heinrich Graetz: A zsidók egyetemes története I–VI. Szerk. Szabolcsi Miksa. Budapest: Phönix Irodalmi Részvénytársaság. 1906–1908.  (elektronikus kiadás: , , , , , )
- Hevesi Simon: Dalalat Alhairin: Maimuni útmutatójának rövid ismertetése, Pesti Izraelita Hitközség, Budapest, é. n., 188 p
- Huber Lipót: Zsidóság és kereszténység a multban és a jelenben – I. kötet: Zsidóság és kereszténység Krisztustól a középkor végéig, Kalocsa, 1936 (reprint kiadás: Artamondo, 1999, ISBN 963-85901-3-0)
- Kiss Arnold: Sámuel Hanagid Ibn Nagdéla, Népszerű Zsidó Könyvtár, Biró Miklós könyvnyomdája, Budapest, é. n. [1910 k.], 68 p
- Kiss Arnold: Salamon ibn Gabiról, Népszerű Zsidó Könyvtár, Globus Nyomdai Műintézet Rt., Budapest, é. n. [1910 k.], 43 p
- Köves Slomó (szerk.) · Oberlander Báruch (szerk.): A zsidó tudományok I-V. – Fejezetek a klasszikus forrásokból
- Mohácsi Jenő: Jehuda ha-Lévi – egy nagy költő élete és életműve, Budapest, é. n., 45 p
- Neumann Ede: Héberek, In: Egyetemes irodalomtörténet (Heinrich)
- Günter Stembergerː A zsidó irodalom története (ford. Dobos Károly), Osiris Kiadó, Budapest, 2001, ISBN 963-389-096-9, 238 p
- Bert W. Strassburger: A Rámbám élete és művei (ford. Jólesz László(wd)), Magyar Izraeliták Országos Képviselete (Budapest), 1985, ISBN 963-7010-21-1, 49 p
- Wellesz Gyula: Rási élete és működése, Izraelita Magyar Irodalmi Társulat, Budapest, 1906
- Georges Vajda: Bevezetés a középkori zsidó gondolkodásba, Logos Kiadó, 2002, 239 p
- Logos Kiadó „Historia Diaspora” sorozata:
  - Babits Antal: Végtelen ösvények – zsidó bölcselet és misztika, Logos Kiadó, 2011, ISBN 9789638879103, 360 p
  - Maimonidész: Értekezések az isteni igazságosságról, üldöztetésről, megtérésről és feltámadásról..., Logos Kiadó, 2011, ISBN 9789638159250, 215 p
  - Az arany középkor – zsidók, muszlimok és keresztények, Logos Kiadó, 2012, ISBN 9789638159274, 296 p
  - Babits Antal: Határolt határtalanság – Maimonidész istenkeresései, Logos Kiadó, 2015, ISBN 9789638159335, 336 p
  - Jacob Guttmann: Zsidó és keresztény filozófusok a középkorban – Maimonidész elődei és hatástörténete, Logos Kiadó, 2016,  ISBN 9789638159342, 298 p
  - Colette Sirat: A zsidó filozófia középkori története a kéziratos és nyomtatott szövegek alapján, Logos Kiadó, 2016, ISBN 9789638159120, 410 p
  - Georges Vajda: Kutatások a filozófiáról és a kabbaláról, a középkori zsidó gondolkodásban, Logos Kiadó, 2016, ISBN 9789638159144, 323 p